# Hylocereus escuintlensis
Hylocereus escuintlensis är en kaktusväxtart som beskrevs av Myron William Kimnach. Hylocereus escuintlensis ingår i släktet Hylocereus och familjen kaktusväxter. Inga underarter finns listade i Catalogue of Life.